# Jeda
Jedaias Capucho Neves (Santarém, Pará; 15 de abril de 1979), más conocido como Jeda, es un futbolista brasileño. Juega de delantero en el Zeta Milano de la Terza Categoria.

## Trayectoria
Jeda inició su carrera en la União São João, para luego marcharse a Italia, más precisamente al Vicenza Calcio en el año 2000. Fue descubierto utilizando un pasaporte portugués falsificado -en lo que se conoció como el escándalo de los pasaportes falsos-, por lo que recibió una sanción a causa de ello.
A principios de 2002, con el equipo en la Serie B, se fue cedido al AC Siena. En el verano regresó al Vicenza, permaneciendo en el equipo hasta el 2003. 
En enero de 2004, fichó por el Palermo, con el que ganó la Serie B 2003/04. Sin embargo, se fue cedido al Catania Calcio en el mercado de invierno de 2005. En el verano de ese mismo año se trasladó al FC Crotone. 
En el 2006 fue contratado por el Rimini Calcio, donde anotó 13 goles en 19 partidos en la temporada 2007/08.
En enero se unió al Cagliari de la Serie A, que en ese entonces se encontraba peleando por salvar la categoría. Jeda ayudó en gran medida a que el equipo permanezca en la élite.
En agosto del 2010, firmó por el recién ascendido US Lecce. Anotó los dos goles de su equipo en la decisiva victoria por 0-2 contra el Bari el 15 de mayo de 2011, resultado con el cual el Lecce aseguró su permanencia a falta de una jornada para el final.
En mayo de 2024 se unió al Zeta Milano de la Terza Categoria.